# Taboada (Lugo)
Taboada ist eine spanische Gemeinde (Concello) mit 2.601 Einwohnern (Stand: 2024) in der Provinz Lugo der Autonomen Gemeinschaft Galicien.

## Geografie
Taboada liegt am südwestlichen Rand der Provinz Lugo an der Grenze zur Nachbarprovinz Pontevedra, ca. 35 Kilometer südwestlich der Provinzhauptstadt Lugo.
Umgeben wird Taboada von den sechs Nachbargemeinden:
| Antas de Ulla        | Monterroso                                  | Portomarín |
| Rodeiro (Pontevedra) | Kompassrose, die auf Nachbargemeinden zeigt | Paradela   |
|                      | Chantada                                    | O Saviñao  |

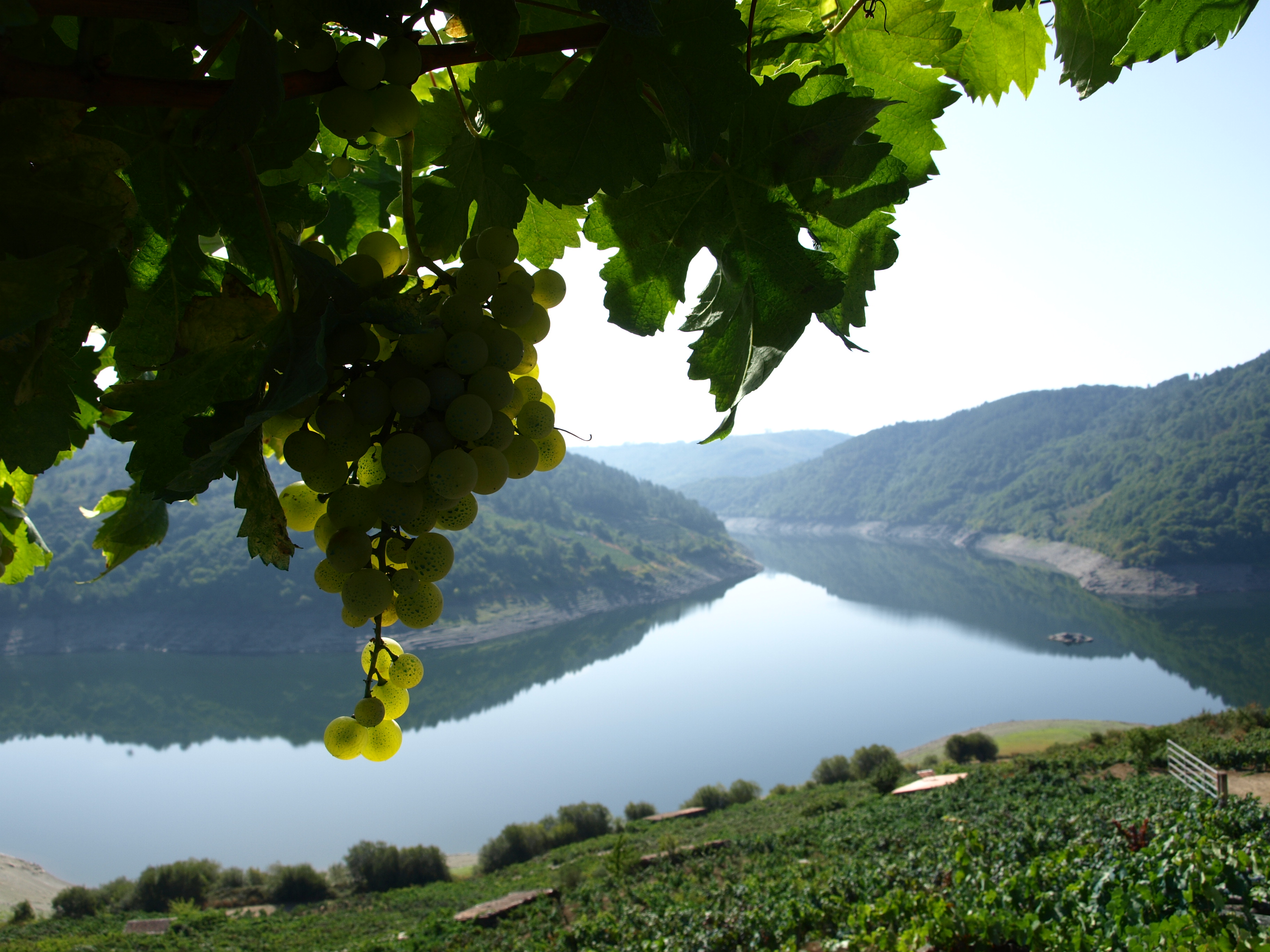
Weinrebe am gestauten Río Miño

Der Río Miño bildet die natürliche Grenze zu den östlichen Nachbargemeinden Portomarín und Paradela. Er ist hier zu einem Stausee aufgestaut. Verschiedene kleinere Flüsse durchqueren das Gemeindegebiet von West nach Ost und münden in den Miño. Das Landschaftsrelief ist hügelig mit Höhen meist unter 800 m. Höchste Erhebungen befinden sich an den Grenzen der Gemeinde, beispielsweise der Pena de Maxal (874 m) im Nordwesten, der O Outeiro (814 m) und des Monte da Penciñada (853 m) im Westen und der O Castelo (806 m) sowie der Coto de San Cristovo (828 m) im Norden.

## Klima
|                        | Jan | Feb | Mär  | Apr  | Mai  | Jun  | Jul  | Aug  | Sep  | Okt  | Nov  | Dez |   |      |
| Mittl. Temperatur (°C) | 5,4 | 5,6 | 7,6  | 9,4  | 12,2 | 15,8 | 17,7 | 18   | 16,1 | 12,7 | 8    | 6   | ⌀ | 11,2 |
| Mittl. Tagesmax. (°C)  | 9   | 9,8 | 12,3 | 14,1 | 17,1 | 21   | 23,2 | 23,7 | 21,8 | 17,1 | 11,6 | 9,7 | ⌀ | 15,9 |
| Mittl. Tagesmin. (°C)  | 2,2 | 1,7 | 3,3  | 4,8  | 7,5  | 10,8 | 12,6 | 12,9 | 11,3 | 8,7  | 4,8  | 2,8 | ⌀ | 7    |
|                        |     |     |      |      |      |      |      |      |      |      |      |     |   |      |
| Niederschlag (mm)      | 118 | 89  | 94   | 104  | 89   | 58   | 32   | 40   | 66   | 132  | 132  | 124 | Σ | 1078 |
|                        |     |     |      |      |      |      |      |      |      |      |      |     |   |      |
| Sonnenstunden (h/d)    | 3,7 | 4,7 | 5,9  | 6,7  | 7,5  | 8,2  | 8,2  | 8,1  | 7,6  | 6,1  | 4,1  | 3,9 | ⌀ | 6,2  |
|                        |     |     |      |      |      |      |      |      |      |      |      |     |   |      |
| Regentage (d)          | 9   | 8   | 8    | 10   | 10   | 7    | 5    | 5    | 6    | 9    | 11   | 9   | Σ | 97   |
|                        |     |     |      |      |      |      |      |      |      |      |      |     |   |      |
| Luftfeuchtigkeit (%)   | 87  | 83  | 80   | 80   | 78   | 76   | 73   | 72   | 73   | 80   | 86   | 85  | ⌀ | 79,4 |

| 2,2 |

| 1,7 |

| 3,3 |

| 4,8 |

| 7,5 |

| 10,8 |

| 12,6 |

| 12,9 |

| 11,3 |

| 8,7 |

| 4,8 |

| 2,8 |

| 2,2 |

| 1,7 |

| 3,3 |

| 4,8 |

| 7,5 |

| 10,8 |

| 12,6 |

| 12,9 |

| 11,3 |

| 8,7 |

| 4,8 |

| 2,8 |

Das Klima zeichnet sich durch mäßig warme Sommer und relativ milde Winter aus. 47 % der Niederschläge fallen in den Monaten Oktober bis Januar. Der Oktober und der November sind die feuchtesten Monate des Jahres und jeweils über viermal so niederschlagsreich wie der Juli, der trockenste Monat des Jahres. Niederschlagsmengen und Anzahl der Regentage pro Monat nehmen in den Sommermonaten Juni bis September deutlich ab. Das Klima ist als Mittelmeerklima (Csb-Klima) nach Köppen und Geiger klassifiziert.

## Bevölkerungsentwicklung der Gemeinde
Quelle: INE-Archiv – grafische Aufarbeitung für Wikipedia
Nach einem Anwachsen der Gemeindegröße auf über 8000 Einwohner im ausgehenden 19. Jahrhundert und erneut um 1940 sank die Zahl der Bevölkerung in der Folgezeit stetig bis unter 3000.
| Männer | Alterstufe | Frauen |
| ------ | ---------- | ------ |
| 2      | 100+       | 3      |
| 9      | 95–99      | 16     |
| 43     | 90–94      | 65     |
| 66     | 85–89      | 134    |
| 78     | 80–84      | 98     |
| 102    | 75–79      | 111    |
| 89     | 70–74      | 101    |
| 111    | 65–69      | 97     |
| 107    | 60–64      | 109    |
| 102    | 55–59      | 105    |
| 88     | 50–54      | 89     |
| 87     | 45–49      | 70     |
| 74     | 40–44      | 61     |
| 83     | 35–39      | 72     |
| 56     | 30–34      | 59     |
| 45     | 25–29      | 59     |
| 37     | 20–24      | 32     |
| 36     | 15–19      | 36     |
| 25     | 10–14      | 27     |
| 20     | 5–9        | 33     |
| 29     | 0–4        | 23     |

Am 1. Januar 2021 waren ca. 50 % der Bevölkerung (54 % der Männer, 47 % der Frauen) im erwerbsfähigen Alter (20–64), während dieser Wert für ganz Spanien ca. 61 % betrug.
Eine erhebliche und fortschreitende Überalterung der Bevölkerung der Gemeinde zeigt folgende Tabelle, bei der das Verhältnis von Gruppen von älteren Personen mit Gruppen von Personen der jüngeren Generation verglichen wird:
| Alter | Anzahl Personen | Alter | Anzahl Personen | Provinz | Galicien | Spanien |
| ----- | --------------- | ----- | --------------- | ------- | -------- | ------- |
| 60–64 | 100             | 20–24 | 32              | 49      | 58       | 79      |
| 55–59 | 100             | 15–19 | 35              | 45      | 57       | 71      |
| 50–54 | 100             | 10–14 | 29              | 47      | 56       | 68      |

## Gemeindegliederung
Die Gemeinde Taboada ist in 27 Parroquias gegliedert:
| Parroquias          | Patrozinium   | Einwohner 2024 | Fläche km² | Dichte Einw./km² | Höhe msnm | Ortskennzahl |
| ------------------- | ------------- | -------------- | ---------- | ---------------- | --------- | ------------ |
| Ansar               | Santo Estevo  | 26             | 2,20       | 12               | 630       | 27060010000  |
| Arxiz               | San Paio      | 67             | 3,20       | 21               | 646       | 27060020000  |
| Bembibre            | San Pedro     | 56             | 4,91       | 11               | 502       | 27060030000  |
| Bouzoa              | San Xoán      | 69             | 5,49       | 13               | 703       | 27060040000  |
| Campo               | San Xián      | 131            | 4,92       | 27               | 502       | 27060050000  |
| Carballo            | San Tomé      | 782            | 5,08       | 154              | 536       | 27060060000  |
| Castelo             | Santa María   | 66             | 6,45       | 10               | 471       | 27060070000  |
| Cerdeda             | Santa Mariña  | 94             | 4,55       | 21               | 638       | 27060080000  |
| Cicillón            | Santiago      | 69             | 3,03       | 23               | 521       | 27060090000  |
| Couto               | San Martiño   | 132            | 6,33       | 21               | 582       | 27060100000  |
| Esperante           | Santiago      | 100            | 6,83       | 15               | 639       | 27060110000  |
| Fradé               | Santiago      | 22             | 1,51       | 15               | 650       | 27060120000  |
| Gondulfe            | San Lourenzo  | 61             | 3,56       | 17               | 612       | 27060130000  |
| Insua               | San Salvador  | 42             | 6,04       | 7                | 476       | 27060140000  |
| Mato                | San Martiño   | 91             | 4,13       | 22               | 664       | 27060160000  |
| Meixonfrío          | Santa Mariña  | 57             | 7,71       | 7                | 583       | 27060170000  |
| Moreda              | Santa María   | 71             | 4,77       | 15               | 569       | 27060180000  |
| Mourulle            | San Vicente   | 12             | 2,90       | 4                | 462       | 27060190000  |
| Piñeira             | Santa María   | 79             | 5,55       | 14               | 515       | 27060200000  |
| San Xián de Insua   | San Xián      | 47             | 4,51       | 10               | 0         | 27060150000  |
| Sobrecedo           | Santiago      | 125            | 6,54       | 19               | 483       | 27060210000  |
| Taboada dos Freires | Santa María   | 78             | 3,46       | 23               | 649       | 27060220000  |
| A Torre             | San Mamede    | 61             | 4,29       | 14               | 0         | 27060230000  |
| Vilameñe            | Santa Mariña  | 60             | 4,22       | 14               | 569       | 27060240000  |
| Vilar de Cabalos    | Santa Eulalia | 41             | 9,73       | 4                | 531       | 27060250000  |
| Vilela              | San Miguel    | 85             | 3,47       | 24               | 477       | 27060260000  |
| Xián                | Santa María   | 133            | 21,30      | 6                | 462       | 27060270000  |

Der Hauptort der Gemeinde, Sober, befindet sich in der Parroquia Arroxo.
Der Hauptort der Gemeinde, Taboada, befindet sich in der Parroquia Carballo im Zentrum des Gemeindegebiets.

## Geschichte
Es gibt viele archäologische Überreste aus prähistorischer Zeit und Überreste einer Römerstraße. Das Haus von Taboada spielte eine führende Rolle in den historischen Ereignissen dieser Gemeinde, wie Don Lope de Taboada, der königliche Leutnant der Hidalgos dieses Königreichs in der Zeit von Karl V., oder Don Francisco Gil y Lemos oder Fray Isidoro de Taboada. Zu Beginn des 19. Jahrhunderts leisteten die Bewohner dieser Länder großen Widerstand gegen die napoleonischen Invasionen. Diese Gemeinde gehörte zu zwei Gerichtsbarkeiten, der von Quinzán do Carballo, zu der die Parroquias Bouzoa und Mato gehörten, und der von Taboada, gebildet von Aldosende, Ansar, Bembibre, Campo, Carballo, Castelo, Couto, Frade, Gondulfe, Lage, Sobrecedo, Sobreda, Torre, Vilameñe und Vilela, in denen der Graf von Maceda die Herrschaft ausübte.

## Sehenswürdigkeiten

### Sakralbauwerke
| Name                                      | Bemerkungen | Bild           |
| ----------------------------------------- | --- | -------------- |
| Kirche Santa María de Castelo             | Sie besteht aus einem Kirchenschiff und einer rechteckigen Apsis mit verziertem Fenster. Der Haupteingang zeigt Archivolten an Säulen und einem gemeißelten Tympanon. Im gleichen Stil wurde die Südtür mit einer Verzierung von Kassetten verziert, im Inneren doppelter Triumphbogen mit einem halbrunde Äußeren und einem spitzen Inneren. | Weitere Bilder |
| Kirche San Pedro de Bembibre              | Sie besteht aus Kirchenschiff und halbkreisförmiger Apsis, die mit einem Tonnengewölbe bzw. Apsiskalotte gedeckt sind. Das Hauptportal hat ausgestellte Archivolten auf Säulen und einer Zick-Zack-Verzierung nach dem gleichen Schema wie die Südtür, deren Tympanon eine Inschrift des Jahres 1181 trägt. Innen besitzt die Kirche einen spitzen Triumphbogen und ein Grab aus dem 17. Jahrhundert im Altarraum. Die Kirche ist seit 1975 als Bien de Interés Cultural eingetragen. | Weitere Bilder |
| Kirche von Cerdeda                        | Sie bewahrt romanische Überreste aus dem 12. Jahrhundert in den Konsolen in der Traufe und an der Haupttür mit einer runden Archivolte. |                |
| Kirche Santa María de Moreda              | Sie bewahrt romanische Überreste in den Schießscharten, obwohl sie auch einen Steinwappen sowie Altarbilder und beliebte Schnitzereien birgt. |                |
| Kirche Santa María de Piñeira             | Sie ist auch romanischen und klösterlichen Ursprungs und besitzt ein rechteckiges Kirchenschiff und eine runde Apsis. Tonnengewölbe und Viertelkugel bedecken beide Teile. Die Verzierungen sowohl innen als auch außen sind mittelalterlich, obwohl der Höhepunkt ein steinerner Baldachin des 15. Jahrhunderts ist. Sie bewahrt auch ein silbernes Vortragekreuz des späten 18. Jahrhunderts und einen silbernen Kelch.                                                             | Weitere Bilder |
| Kirche Santa María de Taboada dos Freires | Sie ist im romanischen Stil erbaut und zeigt einige mozarabische Elementen. Im Tympanon hat sie eine Inschrift von 1190, vom Rest der Hauptfassade des romanischen Stils hebt auch die Verzierung mit der Darstellung der Szene von Samson und seinem Kampf mit dem Löwen hervor. | Weitere Bilder |
| Kirche Santiago de Esperante              | Sie ist 16. Jahrhundert im Renaissancestil errichtet. Ihr Altarraum ist mit einem Kreuzrippengewölbe gedeckt, das mit dem Wappen der Besitzer des Pazo de Vilar verziert ist. |                |
| Kirche San Salvador de Insua              | Sie besteht aus rechteckigem Kirchenschiff, Sakristei und Hauptkapelle. Im Triumphbogen befindet sich ein Stein aus der Vorgängerkirche, die Altarbilder und ihre Schnitzereien stammen aus dem 17. und 18. Jahrhundert |                |
| Kirche San Xián de Insua                  | Sie wurde wieder aufgebaut, behielt aber einen Stein des Wappens, der zur Casa Grande de Perrelos gehört |                |
| Kirche San Martiño de Mato                | Sie wurde 1871 errichtet |                |
| Kirche Santa María de Xián                | Sie wurde 1792 errichtet |                |

### Profanbauwerke
| Name                                  | Bemerkungen | Bild           |
| ------------------------------------- | --- | -------------- |
| Pazo de Bembibre                      | Er wurde Mitte des siebzehnten Jahrhunderts mit einem viereckigen Grundriss errichtet. Er besitzt eine barocke Fassade und eine zu den Gärten ausgerichteten Galerie, in der sich ein 1788 erbauter Vierrohrbrunnen befindet. |                |
| Pazo-fortaleza der Herren von Taboada | Er datiert aus dem 15. Jahrhundert. |                |
| Casa torre de Moreda                  | Im 19. Jahrhundert lag in seinem Keller das Gerichtsbarkeitsgefängnis. Das Gebäude ist seit 1994 als Bien de Interés Cultural eingetragen.                                                                                    | Weitere Bilder |

## Wirtschaft
| Ackerbau, Viehzucht und Fischerei                                                  | 286 | 030,72 |
| Industrie                                                                          | 062 | 06,66  |
| Bauwirtschaft                                                                      | 062 | 06,66  |
| Dienstleistungsbetriebe                                                            | 521 | 055,96 |
| Total                                                                              | 931 | 100,00 |
| * Daten aus dem Statistischen Amt für Wirtschaftliche Entwicklung in Galicien, IGE |     |        |

## Verkehr
Die Nationalstraße N-540 durchquert das Gebiet der Gemeinde von Nord nach Süd und verbindet die Gemeinde im Norden mit der Provinzhauptstadt Lugo, im Süden mit Ourense, der Hauptstadt der gleichnamigen Provinz. Die Provinzstraße LU-212 führt im Norden nach Monterroso, die Provinzstraße LU-611 im Südosten nach O Saviñao, die Landstraße LU-P-6002 im Westen zur Nachbargemeinde Rodeiro.